# Christen Lassen Tychonius
Christen Lassen Tychonius, född 1680, död 1740, var en dansk präst och lärd. 
Tychonius blev präst i Skive 1702 och domprost (stiftsprovst) i Viborg 1727. Han åtnjöt på sin tid stort anseende både som teolog och 
predikant. Han skrev bland annat Den hellige augsburgiske Bekjendelses Historie (1730) och Tolv tilims Kilder, en samling tröstetal efter ett dödsfall, 
vilka utgör en underlig blandning av tankedjup och pedanteri, svulst och platthet. Några av hans smärre skrifter utkom under titeln Tychoniana (2 band, 1770–1772) och en Samling af Vers og Indfald (1776). Tychonius hade gång på gång sammanstötningar med Holberg.